# Rey Kojata
Rey Kojata o El príncipe Inesperado o Príncipe Inesperado es un cuento de hadas eslavo. Louis Léger le refirió a su origen como "una de las colecciones de cuentos más importantes de la literatura polaca".

## Sinopsis
Un rey y una reina no tenían hijos. Un día, el rey estaba de viaje (cazando para olvidar su falta de hijos en la versión polaca, inspeccionando su país en la rusa) y tuvo sed. Encontró un manantial con una taza flotando en él. Intentó agarrar la taza sin éxito; siempre eludía sus manos. Cuando se agachó para beber directamente, una criatura del pozo (el Rey Kostiei en polaco), le agarró la barba y no lo soltó hasta que prometió darle algo: en la versión polaca, la cosa más preciada de su palacio, que no estaba allí cuando había partido del palacio; en ruso, algo de lo que no sabía nada y que encontraría a su regreso a casa.
Él prometió. A su regreso, descubrió que su esposa tenía un hijo. No le dijo a nadie sobre el intercambio, pero cuando el príncipe creció, un anciano se le apareció en el bosque y le dijo que le dijera a su padre que cumpliera con el trato. Cuando le transmitió esto al rey, el rey le contó la verdad. El príncipe partió para honrar la deuda.
Llegó a un lago donde nadaban treinta patos (ruso) o doce gansos (polaco), y donde había ropa en la orilla. Cogió una de las vestimentas. Las aves se dirigieron a la orilla, se transformaron en mujeres y se vistieron, excepto aquella cuyo vestido había tomado el príncipe. Aquel, como un ave, miró a su alrededor y le suplicó al príncipe que le devolviera su ropa. Así lo hizo. Ella estaba agradecida, le contó que era la hija menor del hombre al que había sido prometido y le prometió ayudarlo. Ella le dijo que cuando él conociera a su padre, debía postrarse ante él de rodillas, sin ningún miedo.
El príncipe obedeció a la joven, aunque el padre de ella daba gritos que daban miedo. Cuando estuvo a punto de alcanzarlo, su padre se rio y dijo que estaba bien que no se hubiera asustado. Por la mañana, le ordenó al príncipe que le construyera un palacio de mármol en un día. Se fue a su habitación, la hija se le acercó como una abeja y le prometió hacerlo por él, y al día siguiente se construyó el palacio. Al día siguiente, exigió que el príncipe eligiera a su hija menor de entre sus hermanas. Ella le dijo que ella sería la que tendría la mariquita en el párpado (polaco) o una mosca en la mejilla (ruso), y él pudo encontrarla. El tercer día, le dijo al príncipe que le hiciera un par de botas. El príncipe no era zapatero y la hija menor le dijo que debían huir. Ella escupió en el suelo (polaco) o respiró en la ventana e hizo escarcha (ruso), y huyeron. Cuando los sirvientes vinieron por el príncipe, vieron la saliva o la escarcha. Finalmente, el padre de la joven ordenó que se rompiera la puerta, lo que reveló su huida.
Los sirvientes los persiguieron. La doncella se convirtió en un río, al príncipe en el puente y puso tres caminos en el bosque sobre el puente. Los sirvientes, sin saber qué camino tomar, se volvieron. El padre de la joven les dijo que habían sido el puente y el río. Cuando los sirvientes regresaron, la doncella y el príncipe se metieron en un bosque denso, con muchos caminos, y los sirvientes se perdieron y no pudieron encontrarlos. Cuando regresaron, el padre de la doncella decidió perseguirlos él mismo. La doncella dijo que no podía ir más allá de la primera iglesia. Ella exigió su cruz. Con la cruz en la mano, se convirtió en una iglesia y al príncipe en un sacerdote. Su padre preguntó al sacerdote si los había visto, y él dijo que habían pasado y les habían enviado sus saludos. Su padre tuvo que regresar.
La versión polaca más corta termina aquí.

### Otras variantes
En las variantes rusa y polaca más largas, la pareja llega a una ciudad. El príncipe insistió en ir a verlo. Ella le advirtió que el rey y la reina sacarían a un niño pequeño, pero que él no debía besarlo o la olvidaría. Ella se convirtió en un hito para esperarlo, pero besó a la niña y la olvidó. Ella se convirtió en una flor para ser pisoteada. Un anciano la trasplantó y descubrió que cada vez que se iba, las tareas domésticas estaban terminadas. Una bruja le aconsejó que esperara y arrojara un paño sobre todo lo que se moviera. Esto la reveló, y le dijo que el príncipe se iba a casar. La doncella fue al banquete y pidió al cocinero que la dejara hacer el pastel de bodas. Cuando fue cortado, dos palomas salieron volando, y una de ellas suplicó a la otra que no la abandonara, ya que el príncipe había abandonado a la doncella. El príncipe se levantó de inmediato, la encontró, encontró su caballo y se fue con la doncella al reino de su padre.

## Traducciones
Andrew Lang incluyó la versión rusa King Kojata, en "El Libro de Hadas Verde". A. H. Wratislaw recopiló una variante polaca del "Príncipe Inesperado" en sus sesenta cuentos populares de fuentes exclusivamente eslavas, como cuento número 17. Una versión más corta, también polaca, "El Príncipe Inesperado", fue recopilada por Louis Léger en "Cuentos Populares Eslavos" e incluida por Andrew Lang en "El Libro de Hadas Gris".
Josef Baudiš publicó una versión checa en inglés, simplemente llamada "Kojata", en su libro de cuentos populares checos "La Llave de Oro" en 1917 (reimpreso en 1922). En esta versión, las princesas están encantadas en forma de pato.
Karel Jaromír Erben enumeró varias historias eslavas, y en sus anotaciones tituló el cuento "Acerca del Príncipe Inesperado", o "El Rey Esqueleto", indicando su origen como un libro polaco de cuentos de hadas de A. J. Gliski.
Otra versión del cuento, titulada "Kojata", aparece en "Un Libro de Magos" de Ruth Manning-Sanders.

## Análisis
A. H. Wratislaw sugirió que el antagonista de la historia es la versión polaca de Koschei el Inmortal, el personaje mago del folclore ruso.
El cuento está clasificado en el Índice de cuentos populares de Aarne-Thompson-Uther como ATU 313, "El Vuelo Mágico" (La joven ayuda al héroe a huir), combinado con un subtipo "La Novia Olvidada", con el motivo "Beso del Olvido".
Las princesas, hijas reales del Rey Kostéi, son doncellas encantadas que se transforman con su disfraz de gansos. Cuando se quitan el disfraz para bañarse y jugar en el agua, un hombre esconde la ropa del más joven, una historia que refleja la historia difundida de la "Doncella Cisne".